# Kasteel van Montaillou
Het Kasteel van Montaillou (Frans: Château de Montaillou) is een ruïne van een kasteel in het Franse dorpje Montaillou, in het departement Ariège.
Alles wat nog over is van het rechthoekige kasteel, dat boven het dorp op de bergwand staat, zijn de resten van een donjon en sporen van muren. De oorspronkelijke omvang was ongeveer 100 bij 25 meter en er zijn aanwijzingen dat de donjon drie niveaus had. Het kasteel is gebouwd aan het einde van de 12e eeuw door de heren van Alion, die vazallen waren van de graaf van Barcelona. Naast een verdedigende functie werd de donjon ook gebruikt voor de communicatie met torens in Prades en Camurac.
Het Kasteel van Montaillou is in 1984 erkend als monument historique.

## Geschiedenis en Kathaarse tijd
In 1226 betoonde Bernard d'Alion weliswaar zijn eer aan de koning van Frankrijk, maar zijn sympathie lag bij de Katharen. In 1236 trouwde hij met Esclaramunda, dochter van Rogier IV van Foix. Vanwege zijn steun aan de katharen en zijn hulp bij het verdedigen van het Kasteel van Montségur, verloor hij al zijn bezittingen aan Rogier IV van Foix, en werd in 1258 door de inquisitie op de brandstapel gezet in Perpignan. Hoewel het kasteel de kruistochten tegen de Katharen overleefde, kwam het toch in verval. In de Honderdjarige Oorlog heeft het de dorpelingen nog als bescherming gediend. In 1638 zijn de resten van het kasteel gesloopt in opdracht van Lodewijk XIII.